# Capaccio Paestum
Capaccio Paestum (tidigare enbart Capaccio) är en ort och kommun i provinsen Salerno i regionen Kampanien i Italien. Kommunen hade 22 802 invånare (2017).